# Vaillant (Haute-Marne)
Vaillant ist eine französische Gemeinde mit 46 Einwohnern (Stand 1. Januar 2022) im Département Haute-Marne in der Region Grand Est. Sie gehört zum Kanton Villegusien-le-Lac und zum Arrondissement Langres.

## Geografie
Vaillant liegt auf dem Plateau von Langres, 22 Kilometer südwestlich von Langres. Im Gemeindegebiet entspringt der Fluss Venelle.

## Bevölkerungsentwicklung

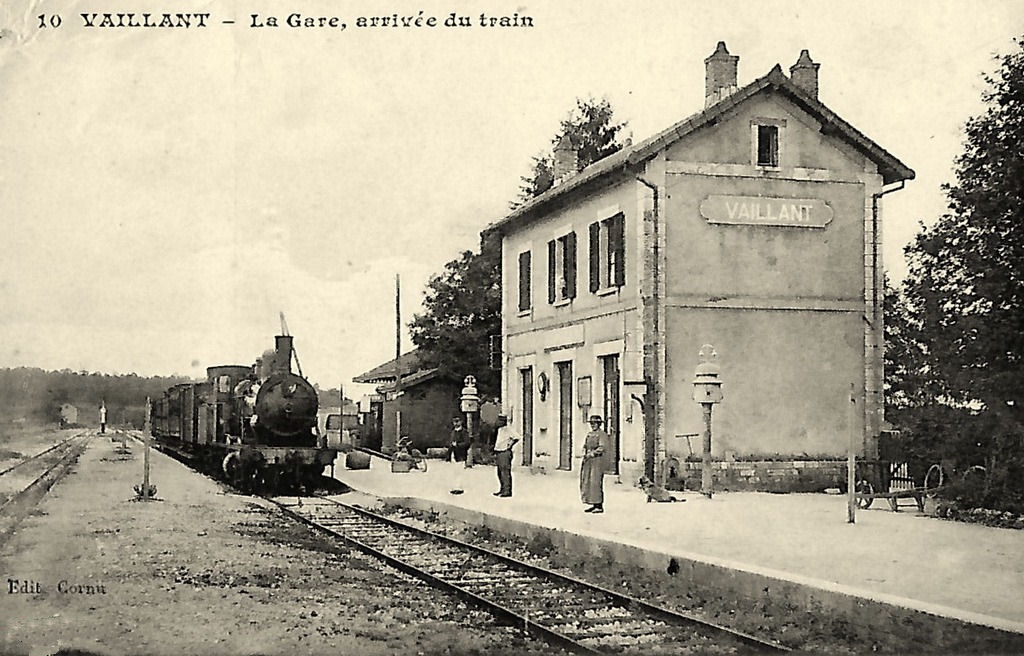
Alte Postkarte des ehemaligen Bahnhofs Vaillant

| Jahr                       | 1962 | 1968 | 1975 | 1982 | 1990 | 1999 | 2008 | 2019 |
| -------------------------- | ---- | ---- | ---- | ---- | ---- | ---- | ---- | ---- |
| Einwohner                  | 114  | 92   | 91   | 69   | 60   | 59   | 58   | 43   |
| Quellen: Cassini und INSEE |      |      |      |      |      |      |      |      |